# Louis Phélypeaux (1643–1727)

herb Maurepas

Louis Phélypeaux, znany jako kanclerz de Pontchartrain (wym. [lwi pelipo]; ur. 29 marca 1643 w Paryżu, zm. 22 grudnia 1727) – markiz Phélypeaux (1667), hrabia Maurepas (1687), hrabia de Pontchartrain (1699) – francuski polityk.
Był przewodniczącym parlamentu Bretanii, generalnym kontrolerem finansów (Controller-General) i ministrem (sekretarzem) floty, a od 1690 roku sekretarzem stanu Domu Królewskiego (Maison du Roi).
W 1693 roku sporządził kataster podatkowy, pierwszy od czasów katastru Vaubana z 1678 roku. Na dworze był przeciwnikiem Fénelona i kwietystów. Odpowiadał za wprowadzenie w latach 1695-1698 pogłównego, dzięki któremu dwór próbował zdobyć środki na wojnę z Ligą Augsburską.
Krytykowano go z klęskę pod La Hougue w 1692 roku, ponieważ nie przygotował floty należycie do tego starcia.
Phélypeaux był kanclerzem Francji od 5 września 1699 do 1 lipca 1714 r. Historyk François Bluche napisał, że przywrócił temu urzędowi godność i znaczenie nieznane od czasu, gdy kanclerzem był Pierre Séguier. Saint-Simon chwalił Phélypeaux’a w swych Pamiętnikach, a Ludwik XIV cenił go za dyskrecję.
W maju 1700 roku został kawalerem Orderu św. Ducha.
Zrezygnował w 1714 roku podczas zamieszania wokół realizacji we Francji bulli papieskiej Unigenitus wymierzonej przeciw jansenistom, których darzył mniejszą niechęcią niż król. Wycofał się do klasztoru oratorian, gdzie zmarł w 1727 roku.
W 1668 roku poślubił Marie de Maupeou. Ich jedyny syn, Jérôme de Phélypeaux (1674–1747), odziedziczył stanowiska po ojcu.
Jezioro Pontchartrain w Luizjanie oraz Fort Pontchartrain w Detroit zostały nazwane na jego cześć.